# I cavalieri di Ekebù
I cavalieri di Ekebù (en italià, Els cavallers d'Ekebù) és una òpera amb música de Riccardo Zandonai i llibret en italià d'Arturo Rossato, freqüent col·laborador de Zandonai, basat en La saga de Gösta Berling de la Premio Nobel Selma Lagerlöf. Es va estrenar el 7 de març de 1925 a La Scala de Milà. Es va estrenar al Gran Teatre del Liceu de Barcelona el 3 de desembre de 1953.

## Personatges
| Personatge     | Tessitura    | Repartiment de l'estrena, 7 de març de 1925 Director: – Arturo Toscanini) |
| -------------- | ------------ | ------------------------------------------------------------------------- |
| Giosta Berling | tenor        | Franco El Giudice                                                         |
| La comandant   | mezzosoprano | Elvira Casazza                                                            |
| Anna           | soprano      | Maria Luisa Fanelli                                                       |
| Mare d'Anna    | mezzosoprano | Lina Llança                                                               |
| Sintram        | baix         | Fernando Autori                                                           |
| Cristiano      | baríton      | Benvenuto Franci                                                          |
| Fuchs          | baríton      | Pariso Votto                                                              |
| Everardo       | baríton      | Aristide Baracchi                                                         |
| Wemburgo       | baríton      | Chase Baromeo                                                             |
| Samzelius      | baix         | Carlo Walter                                                              |
| Berencreuz     | baix         | Amleto Galli                                                              |
| Kristoffer     | baix         | Giuseppe Menni                                                            |
| Liecrona       | tenor        | Alfredo Tedeschi                                                          |
| Rutger         | tenor        | Emilio Venturini                                                          |
| Kenvellere     | tenor        | Giovanni Genzardi                                                         |
| Røster         | tenor        | Palmiro Domenichetti                                                      |
| Julius         | tenor        | Giuseppe Nessi                                                            |
| Hostessa       | mezzosoprano | Anada Mannarini                                                           |
| Una noia       | soprano      | Anita Apolloni                                                            |